# Willy Maeyens
Willy Maeyens (* 5. Juni 1989 in Péronne) ist ein französischer Fußballtorwart.

## Karriere
Maeyens stand ab 2003 im Jugendkader der AJ Auxerre und wurde ab 2007 in der zweiten Mannschaft eingesetzt. Im selben Jahr debütierte er bei einem 2:2 gegen Griechenland für die französische U-19-Auswahl, worauf ein weiterer Einsatz für die französische U-20 folgte. Trotzdem schaffte er bei Auxerre nicht den Sprung in die erste Mannschaft und wurde 2011 an den Drittligisten RC Besançon ausgeliehen. Dort war er der erste Torwart. Nach seiner Rückkehr zu Auxerre wurde er zwar weiterhin für die zweite Mannschaft eingesetzt, saß aber gelegentlich bei der ersten Auswahl auf der Bank. Am 25. Januar 2013 wurde er beim 1:1 gegen den Le Mans FC in der 15. Minute für Olivier Sorin eingewechselt und feierte damit sein Profidebüt in der Ligue 2.
Im Sommer 2013 wechselte er zum in die fünfte Liga zwangsabgestiegenen CS Sedan; dort erhielt er den Stammplatz zwischen den Pfosten. 2014 glückte der Aufstieg in die Viertklassigkeit.